# 18 يناير
- السبت
- الأحد
- الاثنين
- الثلاثاء
- الأربعاء
- الخميس
- الجمعة

- 2827 جمادى الآخرة 1446  هـ
- 2928 جمادى الآخرة 1446  هـ
- 3029 جمادى الآخرة 1446  هـ
- 3130 جمادى الآخرة 1446  هـ
- 11 رجب 1446  هـ
- 22 رجب 1446  هـ
- 33 رجب 1446  هـ
- 44 رجب 1446  هـ
- 55 رجب 1446  هـ
- 66 رجب 1446  هـ
- 77 رجب 1446  هـ
- 88 رجب 1446  هـ
- 99 رجب 1446  هـ
- 1010 رجب 1446  هـ
- 1111 رجب 1446  هـ
- 1212 رجب 1446  هـ
- 1313 رجب 1446  هـ
- 1414 رجب 1446  هـ
- 1515 رجب 1446  هـ
- 1616 رجب 1446  هـ
- 1717 رجب 1446  هـ
- 1818 رجب 1446  هـ
- 1919 رجب 1446  هـ
- 2020 رجب 1446  هـ
- 2121 رجب 1446  هـ
- 2222 رجب 1446  هـ
- 2323 رجب 1446  هـ
- 2424 رجب 1446  هـ
- 2525 رجب 1446  هـ
- 2626 رجب 1446  هـ
- 2727 رجب 1446  هـ
- 2828 رجب 1446  هـ
- 2929 رجب 1446  هـ
- 3030 رجب 1446  هـ
- 311 شعبان 1446  هـ

18 يناير أو 18 كانون الثاني أو يوم 18 \ 1 (اليوم الثامن عشر من الشهر الأوَّل) هو اليوم الثامن عشر (18) من السنة وفقًا للتقويم الميلادي الغربي (الغريغوري). يبقى بعده 347 يومًا لانتهاء السنة، أو 348 يومًا في السنوات الكبيسة.

## أحداث
- 1486 - الملك هنري السابع يتزوج إليزابيث يورك ابنة إدوارد الرابع موحدين بذلك أسرة لانكستر ويورك بعد حرب الوردتين.
- 1778 - جيمس كوك يكتشف جزر هاواي ويسميها جزر ساندويتش.
- 1788 - وصول 736 متهم بريطاني من المبعدين من إنجلترا إلى أستراليا.
- 1863 - إسماعيل باشا يتولى حكم مصر بعد وفاة عمه الوالي محمد سعيد باشا.
- 1896 - عرض جهاز الأشعة السينية لأول مرة.
- 1902 - سقوط مدينة الرياض بيد عبد العزيز آل سعود.
- 1911 - أول هبوط لطائرة على متن حاملة طائرات مما فتح الباب على مصراعيه لتشييد مثل هذه السفن.
- 1919 - افتتاح أعمال مؤتمر باريس للسلام في فرساي في فرنسا.
- 1943 - السوفييت يعلنون كسر حصار لينينغراد من قبل الفيرماخت.
- 1948 - الإمام محمد مأمون الشناوي يتولى مشيخة الأزهر.
- 1949 - حل جيش الجهاد المقدس الذي أسسه عبد القادر الحسيني لمقاومة قيام إسرائيل.
- 1952 - بدأ الثورة الشعبية التونسية ضد الاحتلال الفرنسي، والسلطات الفرنسية تلقي القبض على الحبيب بورقيبة.
- 1956 - إعدام زعيم منظمة فدائيو الإسلام الإيرانية مجتبى نواب صفوي رميًا بالرصاص بسبب معارضته لشاه إيران رضا بهلوي.
- 1976 - الميليشيات المسيحية اللبنانية تجتاح الكرنتينا في بيروت وتخلف 1000 قتيل على الأقل وذلك أثناء ما عرف باسم حرب السنتين.
- 1981 - انعقاد مؤتمر القمة الإسلامية في مدينة الطائف في المملكة العربية السعودية.
- 1982 - زلزال في بحر إيجة بقوة 7.0 على مقياس ريختر شعر به في كافة أنحاء اليونان وبلغاريا وجنوب شرق إيطاليا وجنوب شرق يوغوسلافيا وغرب تركيا.
- 2002 - انتهاء الحرب الأهلية في سيراليون.
- 2003 - عاصفة نارية في كانبرا بأستراليا تقتل 4 وتحرق 491 منزلًا.
- 2007 - عاصفة تضرب المملكة المتحدة وغرب أوروبا تعد الأسوء منذ عشرين عامًا تتسبب بخسائر كبيرة وتؤدي إلى إغلاق المطارات والموانئ وغرق بعض السفن ووفاة حوالي 50 شخص وجرح المئات.
- 2009 - حركة حماس والفصائل الفلسطينية يعلنون قبولهم عرض إسرائيل بوقف إطلاق النار وإنهاء الحرب على غزة.
- 2011 - التجمع الدستوري الديمقراطي في تونس يطرد الرئيس المخلوع زين العابدين بن علي وستة من أقرب معاونيه من صفوفه وذلك بعد أيام من الإطاحة به، ورئيس الجمهورية المؤقت فؤاد المبزع والوزير الأول محمد الغنوشي يستقيلا من الحزب بسبب سعيهما لفصل الدولة عن الحزب.
- 2015- غارة جوية إسرائيلية على هضبة الجولان السورية تؤدي إلى مقتل 5 من عناصر حزب الله بينهم جهاد بن عماد مغنية، والقيادي الميداني محمد عيسى، إضافة إلى الجنرال في الحرس الثوري الإيراني علي الله دادي.
- 2017 - تنظيم الدولة الإسلامية في العراق والشام يفجّر واجهة المسرح الأثري في مدينة تدمر الأثرية في سوريا.
- 2018 - مصرع 52 شخص وإصابة 5 آخرين في حادثة حريق حافلة على طريق سمارا، شيمكنت في مديرية أورغس بمنطقة أكتوبي في كازاخستان.
- 2019 - مقتل ما يزيد عن 90 شخصًا وجرح العشرات في انفجارٍ لِخط أنابيبٍ نفطيَّة في بلدة تلاويليلبان بِولاية هيدالغو المكسيكيَّة.
- 2020 - إليزابيث الثانية ملكة المملكة المتحدة تعلن رسميًا تجريد دوقي ساسكس الأمير هاري وزوجته ميجان من لقب «صاحب السمو الملكي» وما يتصل به من امتيازات، بعد قرارهما التخلي عن مهامهما الملكية.
- 2021 - إعادة انتخاب فوستان آرشانج تواديرا رئيسًا لجمهورية أفريقيا الوسطى لولاية ثانية، بعد حصوله على 53.92% من الأصوات.
- 2022 - انتخاب النائبة المالطية روبرتا ميتسولا لمنصب رئيسة البرلمان الأوروبي خلفًا لديفيد ساسولي.
- 2025 - مقتل القاضيين علي رازيني ومحمد مقيسه في هجومٍ على المحكمة العليا الإيرانية وانتحار الجاني بُعيد ذلك.

## مواليد
- 1540 - كاترين دوقة براغانزا.
- 1689 - شارل مونتسكيو، مفكر فرنسي وصاحب نظرية فصل السلطات.
- 1862 - حسين محمد حمادة، عالم دين درزي لبناني.
- 1886 - محمد لطفي جمعة، كاتب ومفكر وناشط سياسي مصري.
- 1892 - أوليفر هاردي، ممثل أمريكي.
- 1893 - إبراهيم الواعظ، محامي وحقوقي وسياسي عراقي.
- 1909 - عبد السلام هارون، مؤرخ مصري.
- 1926 - صلاح ذو الفقار، ممثل مصري.
- 1937 - جون هيوم، سياسي أيرلندي شمالي حاصل على جائزة نوبل للسلام عام 1998.
- 1954 - لطفي بوشناق، مغني تونسي.
- 1955 - كيفين كوستنر، ممثل أمريكي.
- 1961 - بيتر بيردسلي، لاعب ومدرب كرة قدم إنجليزي.
- 1966 - طارق العلي، ممثل كويتي.
- 1967 - إيفان زامورانو، لاعب كرة قدم تشيلي.
- 1971 - جوسيب غوارديولا، لاعب ومدرب كرة قدم إسباني.
- 1977 - مبارك عبد العزيز، لاعب كرة قدم كويتي.
- 1978 - بوغدان لوبونت، حارس مرمى كرة قدم روماني.
- 1979 - باولو فيريرا، لاعب كرة قدم برتغالي.
- 1980 - روبرت غرين، لاعب كرة قدم إنجليزي.
- 1981 - أوليفيه روكوس، لاعب كرة مضرب بلجيكي.
- 1982 - نواف المنصور، لاعب كرة قدم كويتي.
- 1985 - ريكاردو مونتوليفو، لاعب كرة قدم إيطالي.
- 1987 - يوهان دجورو، لاعب كرة قدم سويسري.
- 1988 - عبد الله الشمالي، لاعب كرة قدم كويتي.

## وفيات
- 1213 - تامار ملكة جورجيا.
- 1862 - جون تايلر، رئيس الولايات المتحدة العاشر.
- 1863 - محمد سعيد باشا، رابع حكام مصر من الأسرة العلوية.
- 1881 - أوجوست مارييت باشا، عالم المصريات الفرنسي الذي أسس المتحف المصري.
- 1936 - روديارد كبلينغ، أديب بريطاني حاصل على جائزة نوبل في الأدب عام 1907.
- 1956 - مجتبى نواب صفوي عالم شيعي وزعيم منظمة فدائيو الإسلام الإيرانية.
- 1974 - حسن البارودي، ممثل مصري.
- 1985 - محمود محمد طه، مفكر وكاتب سوداني.
- 1995 - أدولف بوتنانت، عالم كيمياء ألماني حاصل على جائزة نوبل في الكيمياء عام 1939.
- 2008 -
  - أحمد سناقرة، عسكري في حركة فتح فلسطيني.
  - مديحة الحيدري، ممثلة يمنية.
- 2009 - علي سلطان، ممثل كويتي.
- 2015 - عبد الكريم جعاد، كاتب صحفي وروائي جزائري.
- 2018 -
  - آلاء العوادي، إعلامية عراقية.
  - صبري موسى، كاتب روائي وصحفي وسيناريست مصري.
- 2021 - دوندار علي عثمان، العميد الخامس والأربعون لآل عثمان.
- 2022 - باكو خينتو، لاعب كرة قدم سابق والرئيس الفخري لنادي ريال مدريد.
- 2024 - محمد الغزي، شاعر وكاتب تونسي.

## أعياد ومناسبات
- يوم وليمة الصليب لدى الأرثوذكسية الشرقية.

## وصلات خارجية
- وكالة الأنباء القطريَّة: حدث في مثل هذا اليوم.
- النيويورك تايمز: حدث في مثل هذا اليوم.
- BBC: حدث في مثل هذا اليوم.